# Stanisław Ignaczak
Stanisław Ignaczak (ur. 24 marca 1950 w Wałbrzychu, zm. 20 marca 2019 tamże) – polski koszykarz występujący na pozycji obrońcy, wielokrotny medalista mistrzostw Polski.

## Osiągnięcia
Na podstawie, o ile nie zaznaczono inaczej.
Drużynowe
- Mistrz Polski (1975, 1982)
- Wicemistrz Polski (1974, 1981, 1983)
- Brązowy medalista mistrzostw Polski (1976, 1977)
- Zdobywca pucharu Polski (1974)
- Finalista pucharu Polski (1979)
- Awans do ekstraklasy z Górnikiem Wałbrzych (1970, 1972)